# Talheim, Tuttlingen
Talheim, Tuttlingen är en kommun och ort i Landkreis Tuttlingen i regionen Schwarzwald-Baar-Heuberg i Regierungsbezirk Freiburg i förbundslandet Baden-Württemberg i Tyskland.
Kommunen ingår i kommunalförbundet Trossingen tillsammans med staden Trossingen och kommunerna Durchhausen och Gunningen.